# 拉洛日蓬布兰
拉洛日蓬布兰（法語：La Loge-Pomblin，法語發音：[la lɔʒ pɔ̃blɛ̃]）是法国奥布省的一个市镇，属于特鲁瓦区。

## 地理
拉洛日蓬布兰（48°3'16"N, 4°2'4"E）面积5.22 平方千米，位于法国大東部大區奥布省，该省份为法国中北部省份，北起马恩省，西接塞纳-马恩省，西南至约讷省，东南至科多尔省，东临上马恩省。
与拉洛日蓬布兰接壤的市镇（或旧市镇、城区）包括：阿夫勒伊、屈桑日、热尼、莱洛日马格龙、圣法勒、旺莱。

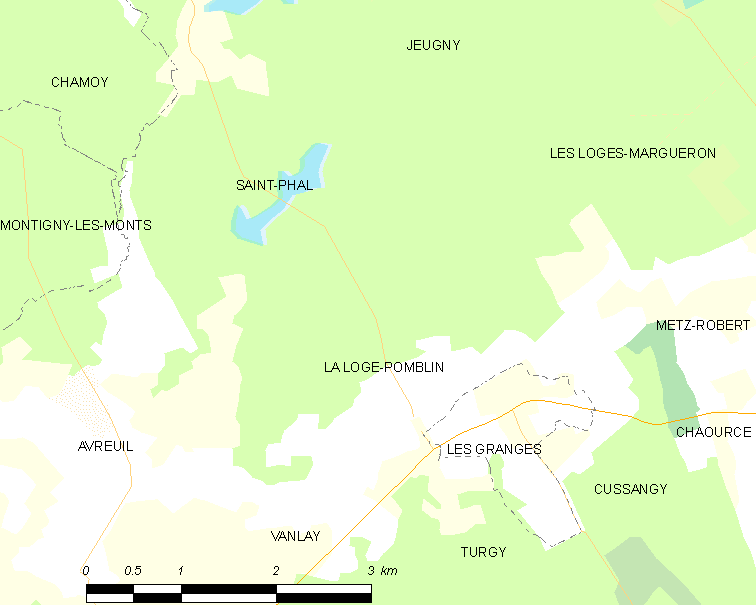
拉洛日蓬布兰的OSM定位图

拉洛日蓬布兰的时区为UTC+01:00、UTC+02:00（夏令时）。

## 行政
拉洛日蓬布兰的邮政编码为10210，INSEE市镇编码为10201。

## 政治
拉洛日蓬布兰所属的省级选区为莱里塞县。

## 人口

1962-2008年间拉洛日蓬布兰人口变化图示

拉洛日蓬布兰于2022年1月1日时的人口数量为58人。